# Дербушева
Дербушева — деревня в Ачитском городском округе Свердловской области. Управляется Бакряжским сельским советом.

## География
Деревня располагается на левом берегу реки Тиса в 20 километрах на северо-запад от посёлка городского типа Ачит.

### Часовой пояс
Дербушева, как и вся Свердловская область, находится в часовой зоне МСК+2. Смещение применяемого времени относительно UTC составляет +5:00.

## Население
| 2002 | 2010 | 2021 |
| ---- | ---- | ---- |
| 1    | ↗2   | ↗10  |

## Инфраструктура
В деревне расположена всего одна улица: Солнечная.